# Peniophorella allantospora
Peniophorella allantospora är en svampart som först beskrevs av Sheng H. Wu, och fick sitt nu gällande namn av K.H. Larss. 2007. Peniophorella allantospora ingår i släktet Peniophorella, klassen Agaricomycetes, divisionen basidiesvampar och riket svampar.   Inga underarter finns listade i Catalogue of Life.